# Spartocos Ier
Pour les articles homonymes, voir Spartocos.
Spartocos Ier (grec ancien : Σπάρτοκος A', Spártokos Ier) est un roi du Bosphore ayant régné de 438 à 433 av. J.-C.

## Origine
Diodore de Sicile indique qu'en « Asie », après qu'une dynastie de rois du Bosphore Cimmérien, nommés Archéanactides, aient rempli quarante-deux ans de règnes, Spartocos leur succède. On considère traditionnellement Spartocos comme d'origine thrace du fait de son nom et de l'utilisation chez plusieurs de ses descendants du nom royal « Pairisadès » (i.e. Bérisadès), autre nom porté par des dynastes odryses. Toutefois, l'hypothèse d'une origine iranienne a été récemment avancée pour cette dynastie.

## Règne
Selon Diodore de Sicile, Spartocos Ier règne « sept ans ». Cette durée n'est pas totalement en harmonie avec les synchronismes chronologiques relevés par l'historien, qui indique que son avènement intervient la troisième année de la quatre-vingt cinquième olympiade et synchronise l'événement avec l'année où Théodoros était archonte d'Athènes (i.e. 438/437 av. J.-C.). Lorsqu'il évoque la mort du souverain, il précise qu'elle intervient la quatrième année de la quatre-vingt sixième olympiade et que c'était Apseudès qui était archonte d'Athènes, soit en 433/432.
De ce fait, les historiens moderne réduisent son règne à 5 ans. Il est considéré, comme ses successeurs que les Athéniens qualifient diplomatiquement d' « archontes », à la fois comme le « tyran » des cités grecques qu'il contrôle et comme le roi des peuples scythes voisins qu'il place sous son autorité.

## Postérité
Diodore de Sicile, qui s'applique pourtant à préciser systématiquement la filiation des rois du Bosphore, indique simplement que le successeur de Spartocos Ier est un certain Séleucos, qui règne sept ans. Bien que l'on considère généralement que les frères Séleucos et Satyros Ier ont régné conjointement, les partisans de l'hypercritique s'appuient sur l'absence de cette précision chez Diodore pour émettre l'hypothèse que Séleucos soit un usurpateur, d'autant plus que ce nom n'est plus jamais usité dans la dynastie. L'historien stipule par contre plus loin que Satyros Ier est le fils de Spartocos Ier.